# Virgilio Pante
Virgilio Pante IMC (Lamon, 16 de março de 1946) é um clérigo italiano e bispo de Maralal.
Virgílio Pante ingressou nos Missionários da Consolata e foi ordenado sacerdote em 26 de dezembro de 1970. O Papa João Paulo II o nomeou Bispo de Maralal em 15 de junho de 2001.
O Cardeal Prefeito da Congregação para a Evangelização dos Povos, Cardeal Jozef Tomko, o consagrou em 6 de outubro do mesmo ano; Os co-consagradores foram John Njenga, Arcebispo de Mombaça, e Ambrogio Ravasi IMC, Bispo de Marsabit.